# Hisense
Hisense Group est une entreprise chinoise fondée en 1969 qui est l'un des leaders sur le marché des téléviseurs, postes de radio, climatiseurs, de l'électroménager et de la téléphonie mobile. Elle est également un fabricant d'équipement d'origine. L'entreprise possède les marques Gorenje, Asko, Kelon et Ronshen en gros électroménager et également Toshiba pour les téléviseurs.

## Histoire
La société Hisense a été fondée en 1969 dans la ville portuaire de Qingdao en Chine, sous le nom de Qingdao no 2 Radio Factory. À cette époque, il s'agit d'une petite usine productrice de postes radio et de transistors pour le marché intérieur chinois.
En 1970, Hisense se lance dans la fabrication de postes de télévision. Sa croissance démarre vraiment à partir de 1979, lorsque le gouvernement chinois décide de lancer un vaste plan industriel pour fabriquer et distribuer de l’électroménager et des produits technologiques dans tous les foyers du pays. Hisense se développe alors en absorbant progressivement les petites usines de sa ville pour former un conglomérat : la Qingdao Television Factory. En une dizaine d'années, ce conglomérat devient le leader des fabricants chinois de postes de radio, de téléviseurs et d’électroménager.
Lorsque la Chine s'ouvre au reste du monde, le conglomérat poursuit son développement et prend le nom d'Hisense Group en 1994,.
Hisense Electric est cotée en bourse à partir de 1997.
En 2004, Hisense Group prend la décision de s'internationaliser. La société conclut des partenariats stratégiques avec IBM, Hitachi et Whirlpool.
En 2015, Hisense renforce son implantation aux États-Unis, en y rachetant la filiale locale de Sharp et son usine mexicaine.
Le 15 novembre 2017, Hisense achète 95 % de Toshiba Visual Solutions pour 97,2 millions d'euros.
En juin 2018, en augmentant sa participation de 33 % à 95 %, Hisense acquiert pour environ 293 millions d'euros Gorenje, un groupe d'électroménager slovène qui a environ 10 000 employés.
En 2020, le site de Valenje de Gorenje devient le centre R&D mondial du groupe Hisense pour le lavage.

### Filiale en France

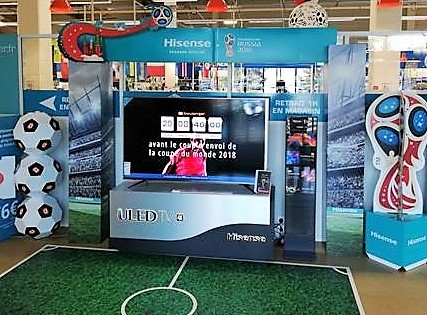
Téléviseur Hisense au Boulanger de Sarcelles.

En 2016, alors que l'UEFA accepte un partenariat pour l'Euro 2016, Numerama relève que la marque souffre d'un « manque de crédibilité » dans l'Hexagone.

## Stratégie de sponsoring sportif
Hisense développe une stratégie de sponsoring sportif, par exemple avec le club de football Schalke 04 ou avec le Mouloudia club d'Alger  ou avec l'écurie Red Bull Racing. L'entreprise sponsorise également l'Euro 2016, la Coupe du monde de football 2018 et l'UEFA Euro 2020,.
En 2020, un partenariat est conclu avec le Paris Saint-Germain,.

## Principaux actionnaires
Pour la filiale Blanc de Hisense Group, HISENSE HOME APPLIANCES GROUP CO, LTD, anciennement Hisense Kelon Electrical Holdings Co, Ltd, au 9 juillet 2020.
| HISENSE VISUAL TECHNOLOGY CO., LTD  | 57,2% |
| China Investment                    | 2,94% |
| Bosera Asset Management             | 1,97% |
| Grantham, Mayo, Van Otterloo & Co.  | 1,65% |
| HSBC Jintrust Management Co         | 1,36% |
| Essence Fund                        | 0,88% |
| China International Fund Management | 0,88% |
| Shao Wu Zhang                       | 0,80% |
| China Asset Management              | 0,71% |
| The Vanguard Group                  | 0,65% |

Pour la filiale TV de Hisense Group, HISENSE VISUAL TECHNOLOGY CO., LTD., au 9 juillet 2020.
| Qingdao Hisense Electric Holdings Co., Ltd.             | 30.0% |
| Qingdao State-Owned Assets Supervision & Administration | 16.5% |
| Aegon-Industrial Fund Management Co., Ltd.              | 4.38% |
| China Securities Finance Corp. Ltd..                    | 3.26% |
| Orient Securities Asset Management Co. Ltd.             | 2.89% |
| China Investment Corp. (Investment Management)          | 1.73% |
| China Southern Asset Management Co., Ltd.               | 0.66% |
| Franklin Templeton Sealand Fund Management Co., Ltd.    | 0.62% |
| CCB Principal Asset Management Co., Ltd.                | 0,60% |
| Galaxy Asset Management Co., Ltd.                       | 0.37% |